# 証券不況
証券不況（しょうけんふきょう）とは、不景気の名称（通称）で1964年（昭和39年）後半から1965年（昭和40年）に掛けておきた不況。証券恐慌、40年不況、昭和40年不況、昭和40年恐慌、65年不況、1965年不況、構造不況とも呼ばれる。戦後の日本の景気循環（景気基準日付）の第5循環の後半の谷の部分を指し、第5循環は1964年10月を景気の山とし、1965年10月を景気の谷とする。

## 概要
高度経済成長期の只中、東京オリンピックや新幹線の整備などによる総需要の増加（オリンピック景気）で、日本経済は高い経済成長を達成していた。経済成長は同時に証券市場の成長も促し、投資信託の残高は1961年に4年前の約10倍となる1兆円を突破した。この勢いは、当時、「銀行よさようなら、証券よこんにちは」というフレーズが流行るほどだった。
しかし、1964年に東京オリンピックが終了し、金融引き締めも重なると、企業業績の悪化が顕在化した。1964年にサンウェーブと日本特殊鋼（現大同特殊鋼）が、1965年には山陽特殊製鋼が負債総額500億円で倒産した（山陽特殊製鋼倒産事件）。
重工業の不振は証券市場の低迷にある程度影響した。大手証券会社各社が軒並み赤字となった。大手証券会社は金融債を顧客から有償で預かってコールマネーの担保に入れるというレバレッジの掛け方をしており、ある程度において自業自得であった。なお、1964年は西ドイツ発行外債の内訳において、金融債が前年比で大幅に伸びていた。
ともかく重証の経営悪化を受け、日銀は公定歩合を1%以上も下げた。しかし効果は薄く、政府は不況拡大を防ぐために、1965年5月に山一證券への日銀特融を決め、7月には戦後初である赤字国債の発行を決めた。これを受け、同月を底値に株価は上昇し、結果、当時の政財界の関係者が危惧していた昭和恐慌の再来を未然に防ぎ、高度経済成長を持続した。

## 経過

### 証券市場の隆盛
1960年代初頭、日本経済は技術革新や経営合理化、国民所得の増加などがあいまって順調な経済成長を達成していた。それは、同時に証券市場も活性化させ、東京証券取引所の時価総額は1960年には5年で約5倍の5兆4110億円規模にまで膨れ上がった。
1961年には東証2部市場が新設され、投資信託では新たに公社債投信が開始された。公社債投信は初年次で約2444億円を集め、投資信託全体ではこの年だけで8326億円が新たに設定された。これにより、史上初の信託残高1兆円を突破した。

### 額面増資
当時は株式の発行方式においては、「既存株主への割当」と「額面発行による増資（額面増資）」が主流であった。これは、株主からすれば額面と時価の差額が利益となるので、企業が成長すればするほど利益が入る。一方、企業としては株価が高くとも額面分でしか調達できないため、資金調達としてのうまみはない。しかし、成長しているかぎり、配当を低くしても苦情が来ない。そして、増資すれば既存の株主へ割り当てられるため、株主から歓迎される。
企業からすれば、額面増資である限りは、株式市場は資金調達の場となりえないので、企業は借り入れを増やしていった。借り入れは物価が上昇すれば、負担が緩和する（フィッシャー効果）ため、企業は借り入れを主要な資金調達の場とした。
大蔵省は企業の市場調達を促すため、額面増資から時価発行による増資へ移行しようとした。しかし、証券会社各社は反対した。なぜならば、証券会社各社は顧客に対して、成長の見込まれる企業を選定し、成長株を推奨販売していた。株式が値上がりしたらそれを買取り、その株式を担保に借金をして、その借金を投資信託の配当や投資の運用に回していたためである。

### 取り付け騒ぎと日銀特融
東京オリンピックの終焉とともに、日本経済は低迷し始める（オリンピック不況）。その影響は証券市場にも現れた。成長を前提としていた経営は行き詰まり、1964年（昭和39年）には山一證券が赤字となる。同年には、サンウェーブ工業や日本特殊鋼が倒産。翌年には山陽特殊製鋼が負債総額当時最悪の500億円で倒産した。そして、証券各社の決算も軒並み赤字となった。
1965年（昭和40年）5月、大蔵省は在京新聞各社に山一證券の再建計画がまとまるまで報道の自粛を要請した。しかし、要請外にあった西日本新聞が5月21日朝刊で「山一證券　経営難乗り切りへ／近く再建策発表か」という記事を1面に載せた。これを受け、他の新聞社も同日付夕刊トップで一斉に追随した。当日、山一證券は主要取引先である日本興業銀行、三菱銀行、富士銀行の3行のトップとともに記者会見で、「山一證券再建案」を発表した。しかし、このことが却って世間に「山一は危ない」というメッセージを与え、翌22日は土曜日で半日営業であったが、山一各支店には朝から投信、株式、債券の払い戻しを求める客が殺到した。翌週にも騒ぎは続き、28日（金曜日）は割引金融債の償還日でもあったため、一層多数の個人客が払い戻しを求めて山一の支店に行列を作った（取り付け騒ぎ）。
この事態を受け、5月28日夜、大蔵省、日本銀行、主力3行のトップが赤坂の日銀氷川寮に集まった。会合では日銀特融しかないという点では早々に一致したが、貸出金利や方法など、細かい点で意見が合わなかった。遅れて参加した当時の大蔵大臣田中角栄は、最初は黙って参加者の話を聞いていたが、三菱銀行頭取の田実渉が「こんなにごたごたするようなら、取引所を2、3日クローズしてはどうですか」と発言したのを受けて、「手遅れになったらどうする!それでもオマエは頭取か」と一喝した。この発言に場は凍りつき、日銀特融は一瞬のうちに決まった。
同日午後11時半、田中蔵相と日銀の宇佐美洵が記者会見を行い、「無制限・無担保」で興銀・三菱・富士を通して融資を行うことが発表された。この時、実際には貸出枠240億円、経営陣の私財を担保にする条件であったが、田中蔵相の判断で、「無制限・無担保」を強調した。この発表により騒ぎは沈静化した。
後に田中角栄は、この日銀特融（日銀法25条の発動）が自分の政治史上で一番印象に残ったことだと回想している。

### 赤字国債の発行
同年6月、今後の日本経済に関して大蔵省代表の下村治と日銀代表の吉野俊彦との間で以下のようなやり取りが行われた。

結果、同年7月に株価は一時1,000円割れ目前に迫るも、同月下旬、赤字国債を発行することを発表。11月19日には戦後初の赤字国債の発行を閣議決定。1月29日発行された。これらの影響により、いざなぎ景気がおき、高度経済成長は持続していった。そして、製造業の稼働率指数は1967年から1970年まで120％を越え、1968年には西ドイツのGNPを抜き、世界2位となった。

## 影響

### 証券
証券不況の影響受け、従来の額面増資から時価発行増資へと移行した。また、証券会社は登録制から免許制となった。

### 赤字国債
特例のはずだったが2013年度末には国債残高が850兆円を超えた。

### 失われた30年
迅速な対応と成功は、かえって事件を風化させてしまった。
バブル崩壊後、金融機関や大手企業は証券不況の経験から、最後は政府によって守られると考えていた。
しかし、マスコミによる赤字財政や多額の不良債権を抱える金融機関への批判が相次ぐと、国民の間でもこの批判に同調する風潮が強くなっていった。
結果、証券市場の隆盛とその崩壊、山一證券の経営危機といった類似性がありながらも、橋本政権下での緊縮財政や金融国会での金融機関救済の失敗へとつながり、金融危機を深刻化させ、不況を長引かせてしまった。